# Kate O’Toole
Kate O’Toole (* 26. Februar 1960 in Stratford-upon-Avon, Warwickshire, England) ist eine irische Schauspielerin.

## Leben
Kate O’Toole ist die Tochter von Peter O’Toole und Siân Phillips, die ebenfalls Schauspieler sind. Sie besuchte die North London Collegiate School. Erstmals als Schauspielerin stand sie mit neun Jahren in einer Nebenrolle in Tony Richardsons Der Satan mischt die Karten vor der Kamera. Im Alter von 17 Jahren studierte sie ein Jahr lang Kunstgeschichte in Dublin. Auf eigenen Wunsch und Anraten ihres Vaters schrieb sie sich im Jahr 1982 an der Yale University ein und belegte dort Schauspiel. Danach nahm sie Schauspielunterricht an der Circle in the Square Theatre School. Seit 1987 stand sie für über 30 – zumeist irische und britische – Film- und Fernsehproduktionen vor der Kamera, meist als Nebendarstellerin. Daneben arbeitet sie auch als Theaterschauspielerin. Sie lebt heute in der irischen Kleinstadt Clifden.

## Filmografie
- 1969: Der Satan mischt die Karten (Laughter in the Dark)
- 1987: Geschichten aus der Schattenwelt (Tales from the Darkside, Fernsehserie, Folge 3x22)
- 1987: Die Toten (The Dead)
- 1987: Ein verhexter Sommer (Fernsehfilm)
- 1996: Karaoke (Fernsehreihe, zwei Folgen)
- 1997: Get Well Soon (Fernsehserie, drei Folgen)
- 1998: Bloodlines: Legacy of a Lord
- 1998: Tanz in die Freiheit (Dancing at Lughnasa)
- 1999: Frauen unter sich (Agnes Browne)
- 2000: Nora – Die leidenschaftliche Liebe von James Joyce (Joyce Nora)
- 2002: No Tears
- 2002: Besessen (Possession)
- 2002: The Big Bow Wow (Fernsehserie, 1x04)
- 2004: Foreign Exchange (Fernsehserie, 1x15)
- 2005: Malice Aforethought (Fernsehserie, 1x15)
- 2005: Proof (Fernsehserie, vier Folgen)
- 2005: The League of Gentlemen’s Apocalypse
- 2007: 32A – It’s a girl thing
- 2007: Forgiven
- 2008: Eden
- 2007–2009: Die Tudors (The Tudors; Fernsehserie, drei Folgen)
- 2010: The Ballad of Des & Mo
- 2011: Javelina
- 2011: Hideaways – Die Macht der Liebe (Hideaways)
- 2011: Man on the Train
- 2012: Titanic: Blood and Steel (Fernsehserie, 5 Folgen)
- 2012: Mein genialer Handy-Geist (My Phone Genie; Fernsehserie, Folge 2x20)
- 2013: Privates (Fernseh-Miniserie, Folge 1x05)
- 2014: The Confusion of Tongues
- 2015: The Mario Rosenstock Show (Fernsehserie, Folge 3x03)
- 2018: Ruby (Kurzfilm)
- 2022: Silent Witness (Fernsehserie, Folge 25x04)

## Theater
- 1986: Brendan Behans The Hostage
- 2006: Tennessee Williams’ Summer and Smoke; Apollo Theatre in London[3]